# Khuynh thành tuyệt luyến

Khuynh thành tuyệt luyến (tiếng Trung: 倾城绝恋, phiên âm: Qing Cheng Jue Lian, tiếng Anh: Desperate Love), còn được biết đến với cái tên Mỹ Ly cách cách ở Việt Nam, là một bộ phim truyền hình cổ trang và tình cảm lãng mạn của Trung Quốc dựa theo tiểu thuyết Thương ly của nhà văn Tuyết Linh Chi. Phim được phát sóng ở Trung Quốc trên kênh Hồ Nam TV vào ngày 18 tháng 7 năm 2012.

## Nội dung
Một câu chuyện tình bắt đầu là sự hiểu lầm, kết thúc cũng là sự hiểu lầm, đó là câu chuyện tình yêu của Mỹ Ly cách cách ngang bướng của Mông Cổ và Tĩnh Hiên trong phim Khuynh Thành Tuyệt Luyến. Khi Mỹ Ly tới Bắc Kinh vì một sự hiểu lầm nên quen biết với Tĩnh Hiên, từ đó họ có tình cảm sâu nặng với nhau dù không biết thân phận thật của nhau.
Khi Mỹ Ly cách cách (Lý Thạnh) từ Mông Cổ đến kinh thành đã quen biết Khánh vương gia Tĩnh Hiên (Hà Thạnh Minh), tuy hai người không biết thân phận của nhau nhưng đã cùng nhất kiến chung tình. Khi có ý định xin chỉ hôn, chuyện tình cảm của hai người bị Thái phúc tấn – mẫu thân của Tĩnh Hiên kịch liệt phản đối. Trong lúc hoảng loạn về cái chết của hoàng a mã, Mỹ Ly đã gây ra cái chết cho Tử Tình cách cách. Vì muốn bảo vệ nàng khỏi tội chết, Tĩnh Hiên buộc phải lấy Tô Doanh cách cách. Vì một hiểu lầm xảy ra mà Tĩnh Hiên và Mỹ Ly xảy ra mâu thuẫn, mất niềm tin vào tình yêu của 2 người. Những ngày tháng sau đó của họ là sự đan xen giữa tình yêu và nghi kỵ dẫn đến kết cục là chuỗi sinh ly tử biệt. Điều duy nhất không mất đi giữa họ là một tình yêu không hề hối tiếc và một trái tim vĩnh viễn không đổi thay.

## Diễn viên
- Lý Thạnh vai Mỹ Ly (trắc phúc tấn của Tĩnh Hiên)
- Hà Thịnh Minh vai Tĩnh Hiên (Khánh vương gia)
- Vương Kha vai Tố Doanh (phúc tấn của Tĩnh Hiên)
- Điền Gia Đạt vai Vĩnh Hách
- Đặng Sa vai Tang Châu (phúc tấn của Vĩnh Hách)
- Phan Nghinh Tử vai Hiếu Trang Văn hoàng hậu
- Vương Tân vai hoàng đế Khang Hi
- Ninh Tử vai Ngọc ma ma (ma ma của Hiếu Trang)
- Hoàng Văn Hào vai Ninh vương (phụ thân của Tang Châu)
- Vương Hy Duy vai Tĩnh phi
- Đới Xuân Vinh vai Thái phúc tấn (ngạc nương của Tĩnh Hiên)

## Nhạc phim
| STT | Nhan đề                              | Trình bày           | Thời lượng |
| --- | ------------------------------------ | ------------------- | ---------- |
| 1.  | "Một đời chung tình" (Mở đầu)        | Hoắc Tư Vũ          |            |
| 2.  | "Tại thế tình nguyện" (Kết thúc)     | Lưu Khả, Hoắc Tư Vũ |            |
| 3.  | "Tránh trát" (Nhạc dạo)              | Hoắc Tư Vũ          |            |
| 4.  | "Chỉ ái nhĩ nhất cá nhân" (Nhạc dạo) | Điền Gia Đạt        |            |